# Sinclairvisan

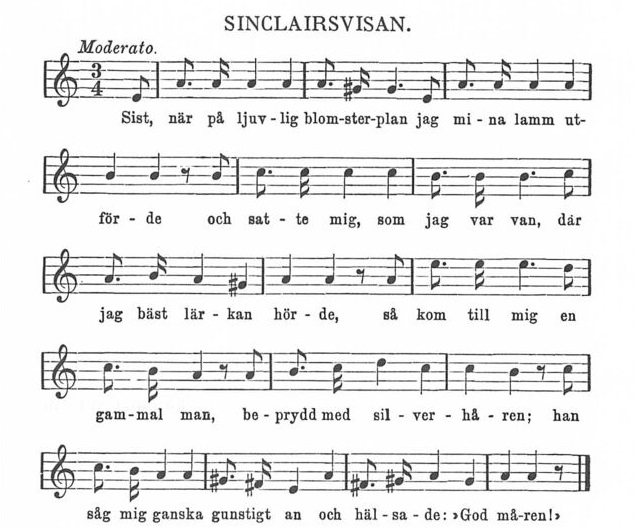
Noter till Sinclairvisan.

"Sinclairvisan", eller "Sinclairsvisan", är en svensk propagandavisa med 90 verser av Anders Odel från 1739 till La folia-melodin. Den handlar om mordet på den svenske diplomaten och majoren, friherre Malcolm Sinclair. Sinclair mördades på diplomatiskt uppdrag av två ryska officerare på uppdrag av den ryska statsledningen.